# Chiesa di San Pelagio e San Massimo
La chiesa di San Pelagio e San Massimo o cattedrale di Cittanova (in croato: Crkva Sv. Pelagija i Sv. Maksima) è l'antica cattedrale cattolica della città di Cittanova, in Croazia. La chiesa è stata cattedrale della diocesi di Cittanova fino al 1831, anno di soppressione della diocesi.

## Storia
La basilica presenta ancora tracce della forma originale, risalente al V-VI secolo, al momento della creazione della diocesi di Cittanova. Tracce di questo periodo sono ravvisabili sulla parete longitudinale nord. Il vecchio campanile posto sulla facciata della cattedrale è stato demolito nell'anno 1874, per far spazio ad un nuovo campanile indipendente. La chiesa è stata ristrutturata in più occasioni:1408, 1580, 1746 e 1775. Nel Medioevo l'interno è stato decorato con affreschi, come testimoniano alcuni resti sul lato sud. La facciata in stile neoclassico è stata terminata nell'anno 1935. All'interno della chiesa, al di sotto dell'altare barocco, vi è una cripta risalente al primo periodo romanico.